# Саломатин, Владимир Ильич
Владимир Ильич Саломатин (27 июля 1918, село Кензино, Рязанская губерния — 12 февраля 1991, Дзержинский) — Герой Советского Союза, командир звена 65-го штурмового авиационного полка 103-й смешанной авиационной дивизии Карельского фронта, лейтенант. Герой Советского Союза.

## Биография
Родился в крестьянской семье. Русский. Окончив 7 классов, поехал в Москву, работал слесарем.
В Красную Армию призван в 1939 году Фрунзенским райвоенкоматом города Москвы. В том же году окончил Борисоглебскую военную авиационную школу лётчиков имени Чкалова и был направлен в штурмовую авиацию Ленинградского военного округа. Участник Великой Отечественной войны с июня 1941 года, начало которой лейтенант Соломатин встретил командиром звена 65-го штурмового авиационного полка Северного фронта, защищая Ленинград.
Осенью 1941 года 65-й штурмовой авиаполк, приданный 7-й армии, был переброшен на Свирское направление. Вначале полк базировался на полевом аэродроме, срочно построенном под городом Петрозаводском. Отсюда днём и ночью взлетали самолёты, получавшие боевые задания по штурмовке вражеской пехоты, технике аэродромов и других объектов противника. В тяжёлых оборонительных боях, которая вела осенью 1941 года 7-я армия в южной Карелии, эти удары с воздуха помогали в срыве наступательных планов врага.
Лейтенант Саломатин был бесстрашным воздушным бойцом и отличным штурмовиком, активным участником обороны южной Карелии. В сентябре 1941 года, когда его самолёт был подбит зенитной артиллерией противника, он выбросился на парашюте в районе села Пряжа, приземлился и по занятой врагом территории добрался до своей части.
Командир звена 65-го штурмового авиационного полка (103-я смешанная авиационная дивизия, Карельский фронт) комсомолец лейтенант Владимир Саломатин к декабрю 1941 года совершил сто семнадцать боевых вылетов на штурмовку и бомбардировку войск противника.
Указом Президиума Верховного Совета СССР «О присвоении звания Героя Советского Союза начальствующему и рядовому составу Красной Армии» от 22 февраля 1943 года за «образцовое выполнение боевых заданий командования на фронте борьбы с немецкими захватчиками и проявленными при этом отвагу и геройство» удостоен звания Героя Советского Союза с вручением ордена Ленина и медали «Золотая Звезда».
Из наградного листа В. И. Саломатина:

7.10.1941 г. Возвращаясь с боевого задания на свой аэродром, заметил воздушный бой нашего самолёта с двумя самолётами противника. Отвлекая своим манёвром и пулемётным огнём, выручил нашего лётчика, которому зашёл в хвост. В этом воздушном бою самолёт товарища Саломатина получил 20 пулевых пробоин.
За отличные и боевые действия и большой урон, нанесённый фашистским захватчикам, 65-й штурмовой авиационный полк был преобразован в 17-й гвардейский. Летом 1942 года отважный лётчик был выдвинут на должность командира эскадрильи в родном полку. Боевые товарищи уважали его за храбрость, отвагу, боевое мастерство, за неизменную помощь товарищу, даже с риском для собственной жизни. К концу войны имел двести успешных боевых вылетов. Участник воздушного парада в Москве 24 июня 1945 года.
С 1948 года капитан В. И. Саломатин в запасе, а затем в отставке, проживал и трудился в Люберецком районе Московской области командиром авиаотряда в главном управлении геодезии и картографии при Совете Министров СССР. Жил в городе Дзержинский Московской области. Умер 12 февраля 1991 года.

## Награды
Награждён также двумя орденами Красного Знамени (16.01.1942 и 13.02.1942), орденом Отечественной войны 1-й степени (06.04.1985), орденом Красной Звезды (05.10.1945) и медалями.

## Семья
Женат, есть сын.